# 실버아이15
실버아이15(Silver i 15)는 2025년 주식회사 아이파이오니어코리아에서 출시한 주류이다.

## 상세
주식회사 아이파이오니어코리아에서 수년간 국내 연구진들의 노력으로 완성한 최고급 원액으로 제조된 주류이다. 우수한 효모를 사용하여 발효된 액체를 최고급 증류기로 분리하는 과정을 거쳐 증류 물을 생성하고, 오크통에 적절한 기간 동안 숙성하여 오크나무의 향기와 맛을 흡수시켰다. 알코올 도수는 35도로 저도주에 속하며, 공식적인 맛 평가에서는 특유의 고소한 향과 부드러운 맛이 돋보인다는 평이 주를 이룬다.